# 1935년 뉴욕 영화 비평가 협회상
제1회 뉴욕 영화 비평가 협회상은 1935년 영화를 대상으로 하는 시상식이다.

## 수상 및 후보

### 작품상
- 밀고자

### 감독상
- 밀고자 - 존 포드 수상

### 여우주연상
- 안나 카레니나 - 그레타 가르보 수상

### 남우주연상
- 바운티호의 반란 - 찰스 로튼 수상